# Club de golf de Letterkenny
 (mai 2025).
Letterkenny Golf Club (souvent appelé Barnhill) est un club de golf situé sur les rives du Lough Swilly à Letterkenny, dans le comté de Donegal, en Irlande. Le club a été fondé en 1913.

## Histoire
Le golf a débuté dans la ville bien avant 1913 sur un terrain accidenté près de la route de Ramelton. En 1913, les installations de golf ont été transférées sur un terrain de 9 trous de 47 acres (190 000 m²) à Crievesmith, à Oldtown, où le club a été créé. Crievesmith a été vendu en 1965 pour 3 000 £ et le club a déménagé à Barnhill, où il est resté depuis lors.
Lorsque le club a déménagé à Barnhill, une ancienne ferme située sur le terrain a été utilisée comme clubhouse. Cette ferme a été agrandie en 1967 avant qu’un nouveau clubhouse de 930 m² ne soit inauguré en 1999, avec un restaurant et des salles de conférence.
En juillet 2007, le parcours redessiné par Declan Brannigan a été officiellement inauguré, résolvant les problèmes de drainage dont souffrait l’ancien parcours. Le parcours compte 18 trous et offre des vues sur le Lough Swilly.

## Compétitions
En septembre 1999, le Letterkenny Golf Club a accueilli le Ladies Irish Open, un tournoi du Ladies European Tour, connu cette année-là sous le nom de Donegal Irish Ladies Open. L’événement a réuni de nombreuses joueuses internationales, dont l’ex-numéro une mondiale Laura Davies.
La Française Sandrine Mendiburu a remporté le titre à l’issue d’un barrage en mort subite, terminant à égalité avec Davies, l’Espagnole Raquel Carriedo et l’Allemande Elisabeth Esterl avec un score final de 286 (+2). Mendiburu a remporté la victoire sur le deuxième trou du barrage, remportant ainsi son deuxième titre LET en carrière,. Mendiburu a remporté 22 395 euros.

## Carte de pointage
Parcours Barnhill – Tees blancs
| Trou  | Nom            | Yards | Par |        | Trou          | Nom       | Yards | Par |
| ----- | -------------- | ----- | --- | ------ | ------------- | --------- | ----- | --- |
| 1     | Hall Door      | 353   | 4   |        | 10            | Cornagill | 392   | 4   |
| 2     | Glebe          | 493   | 5   | 11     | Settlement    | 442       | 5     |     |
| 3     | Lough Swilly   | 362   | 4   | 12     | Sheep Hill    | 327       | 4     |     |
| 4     | Sliabh Sneacht | 364   | 4   | 13     | Hunter’s Home | 187       | 3     |     |
| 5     | Inishowen      | 147   | 3   | 14     | Stack Yard    | 325       | 4     |     |
| 6     | Hackett’s Best | 417   | 4   | 15     | Candelabra    | 408       | 4     |     |
| 7     | The Isles      | 481   | 5   | 16     | Barnhill      | 135       | 3     |     |
| 8     | Greenhill      | 164   | 3   | 17     | Aughaninshin  | 381       | 4     |     |
| 9     | Crievesmith    | 411   | 4   | 18     | Stockade      | 473       | 5     |     |
| Aller | Aller          | 3,192 | 36  | Retour | Retour        | 3,070     | 36    |     |
|       |                |       |     |        | Total         | Total     | 6,262 | 72  |

## Galerie

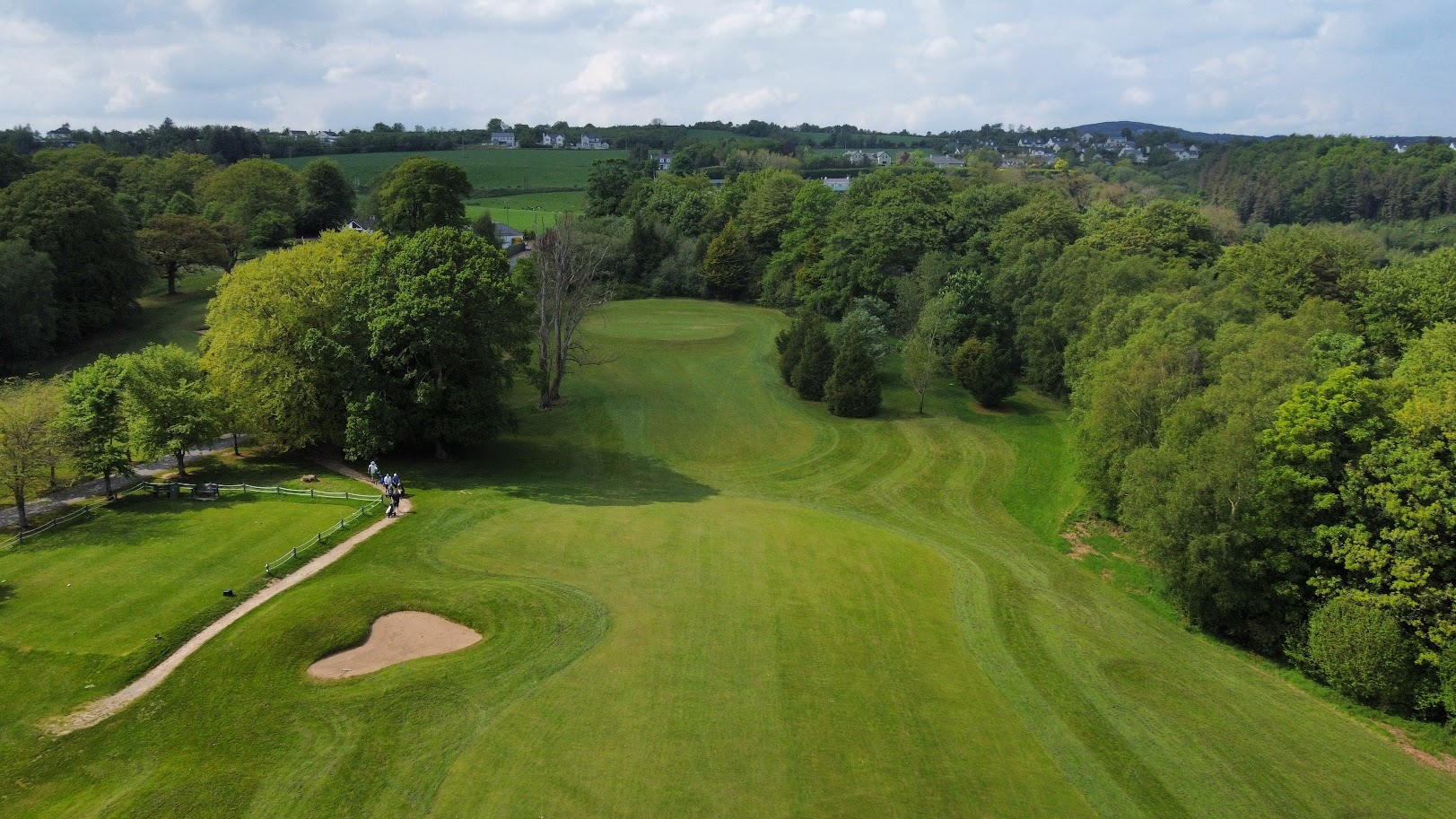
12e trou
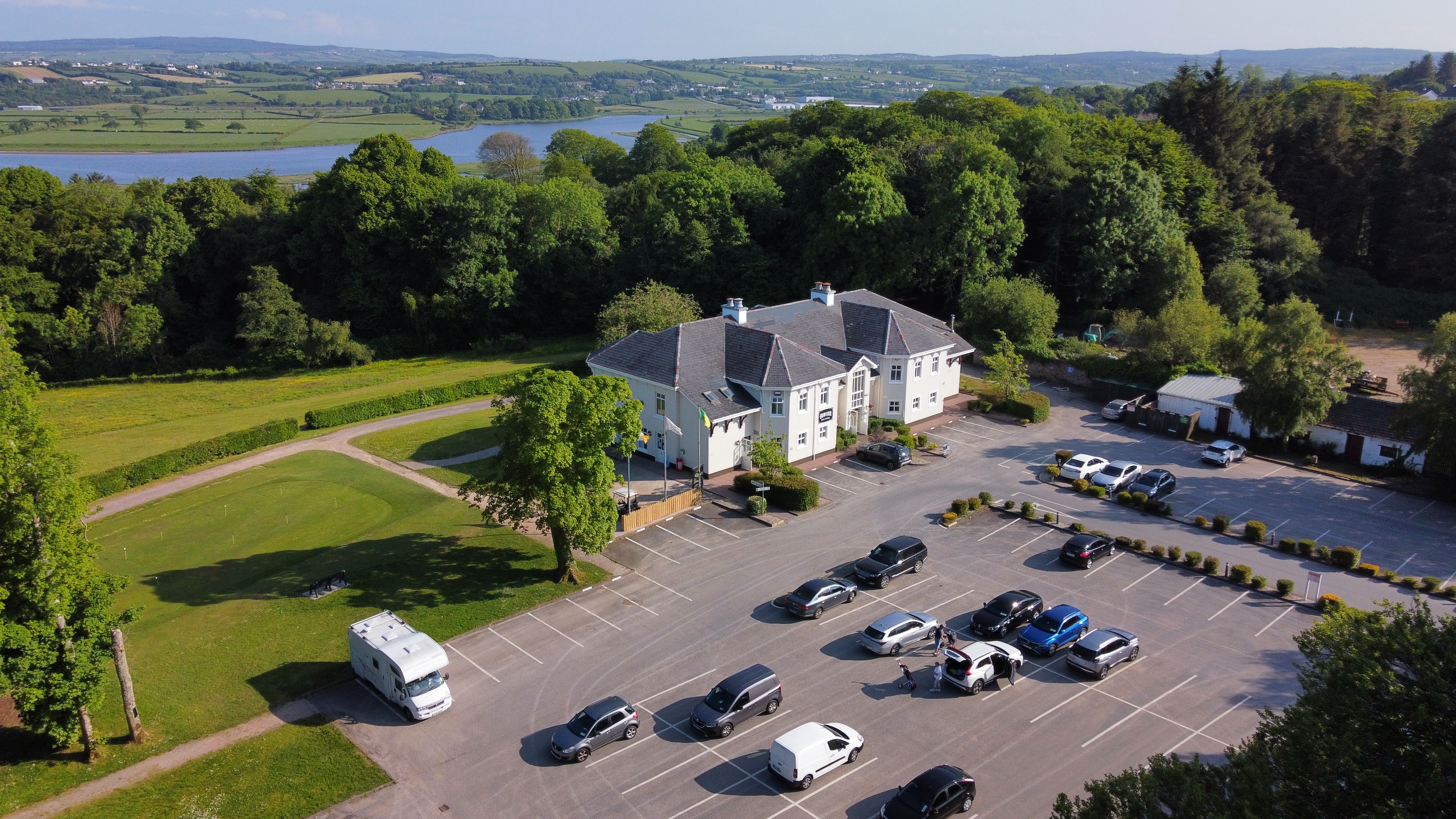
Clubhouse